# Michael Caplan
Michael Caplan (* 1953) ist ein britischer Kronanwalt (QC) und Teilzeitrichter (Recorder) am Crown Court.
Caplan studierte Rechtswissenschaft am King’s College London, das er mit dem Grad Bachelor of Laws (LLB) und als Associate of King's College (AKC) verließ. Seit 1978 arbeitet er als Solicitor bei der Kanzlei Kingsley Napley in London, dessen Partner er 1982 wurde. Nach einer Gesetzesänderung aus dem Jahr 1990 auch als Solicitor Advocate gerichtlich tätig, wurde er im Jahr 2002 als einer der wenigen Solicitors zum Kronanwalt ernannt. Bis 2003 war er Vorsitzender der Solicitors' Association of Higher Court Advocates (SAHCA).
Er lebt in London und vertrat u. a. Augusto Pinochet und nun Kate und Gerry McCann.